# Romance social
Romance social é um género de romance que dá relevo à narração dos costumes, das motivações comportamentais e dos padrões de conduta. Tem em atenção e expõe os modos de vida, os preconceitos e os valores de uma sociedade.